# Pinnotherion vermiforme
Pinnotherion vermiforme är en kräftdjursart som beskrevs av Giard och Bonnier 1889. Pinnotherion vermiforme ingår i släktet Pinnotherion och familjen Entoniscidae. Inga underarter finns listade i Catalogue of Life.